# Animal’EX
AnimalExpo (für Exposition animale) ist eine Fachmesse für Viehzucht, Tierhaltung und Veterinärmedizin und die bedeutendste Tierausstellung der Ukraine. Sie entstand aus der Nationalen Tierschau der Ukraine und bildet heute noch das Herzstück der größten Landwirtschaftsmesse der Ukraine AGRO. 
Die Ausstellung findet alljährlich im Juni auf dem Gelände des Nationalen Messezentrums „Expocenter der Ukraine“ in Kiew statt und wird durch Seminare, Präsentationen und Wettbewerbe ergänzt.
Veranstalter der AnimalExpo sind die Ukrainische Akademie der Agrarwissenschaften, das Staatliche Zentrum für Veterinär-, Bio- und Pharmaindustrie, das Ministerium für Agrarpolitik der Ukraine und die Agraruniversitäten der Ukraine.

## Einzelnachweis
- Messebericht über die Offizielle deutsche Beteiligung an der AGRO 2012 von Martin Niederhausen (PDF; 104 kB)